# Shirai Sadayoshi
Sadayoshi Shirai (sinh ngày 4 tháng 1 năm 1981) là một cầu thủ bóng đá người Nhật Bản.

## Sự nghiệp câu lạc bộ
Sadayoshi Shirai đã từng chơi cho Montedio Yamagata.